# Triumph (film fra 1917)
 For alternative betydninger, se Triumph. (Se også artikler, som begynder med Triumph)
Triumph er en amerikansk stumfilm fra 1917 af Joe De Grasse.

## Medvirkende
- Dorothy Phillips som Nell Baxter
- Lon Chaney som Paul Neihoff
- William Stowell som Dudley Weyman
- William Dyer som David Montieth
- Claire Du Brey som Lillian Du Pon